# Arquipélago Ritchie
O Arquipélago Ritchie ou Arquipélago de Ritchie é um conjunto de pequenas ilhas que se encontra a cerca de 25-30 km a leste da ilha Grande Andamão, o grupo de ilhas principais das Ilhas Andamão. As ilhas Andamão situam-se no golfo de Bengala,  no limite com o mar de Andamão e a cerca de 200 km a sul do continente asiático, a partir do Cabo Negrais em Mianmar. Têm um total de 252 km2 de área.
O arquipélago consta de pelo menos quatro ilhas maiores, sete menores e alguns ilhéus, que se estendem numa cadeia de norte a sul, paralela ao principal grupo da Grande Andamão. A ilha Baratang e a Andamão do Sul ficam a oeste através do estreito Diligente, e o vulcão ativo da Ilha Barren está a 75 km mais a leste.
As ilhas principais são:
- Ilha Havelock - 92,2 km2
- Ilha Henry Lawrence - 54,7 km2
- Ilha John Lawrence - 34,8 km2
- Ilha Sir William Peel - 23,7 km2
- Ilha Wilson - 14,3 km2
- Ilha Outram - 13,9 km2
- Ilha Neill - 13,7 km2